# نادي تيكوس (نادي كرة قدم)
نادي تيكوس نادي كرة قدم مكسيكي. تأسس عام 1935.